# Miodrag Linta
Miodrag Linta (en serbe cyrillique : Миодраг Линта ; né le 26 septembre 1969 à Karlovac) est un homme politique serbe. Il est président de la Coalition des associations de réfugiés de la République de Serbie et député à l'Assemblée nationale de la République de Serbie.

## Parcours
Miodrag Linta est diplômé de la Faculté de philosophie de l'université de Belgrade (département d'histoire).
Aux élections législatives serbes de 2012, Miodrag Linta figure en 19e position sur la liste de la coalition Donnons de l'élan à la Serbie, emmenée par Tomislav Nikolić qui était alors président du Parti progressiste serbe (SNS). La coalition recueille 24,04 % des voix et remporte ainsi 73 sièges sur 250 à l'Assemblée nationale de la République de Serbie, ce qui lui vaut de devenir député.
À l'assemblée, il est inscrit au groupe parlementaire du SNS et participe aux travaux de la Commission de la diaspora et des Serbes de la région ; en tant que suppléant, il participe aussi à la Commission du Kosovo et Métochie et à la Commission du travail, des affaires sociales, de l'intégration sociale et de la réduction de la pauvreté.
Miodrag Linta est également président du conseil d'administration du Forum démocratique serbe (Srpski demokratski forum), une organisation non gouvernementale des Serbes de Croatie.

## Vie privée
Miodrag Linta est marié et père de deux enfants.